# 阿格巴赫河
49°02′36″N 11°21′08″E / 49.043256°N 11.352348°E

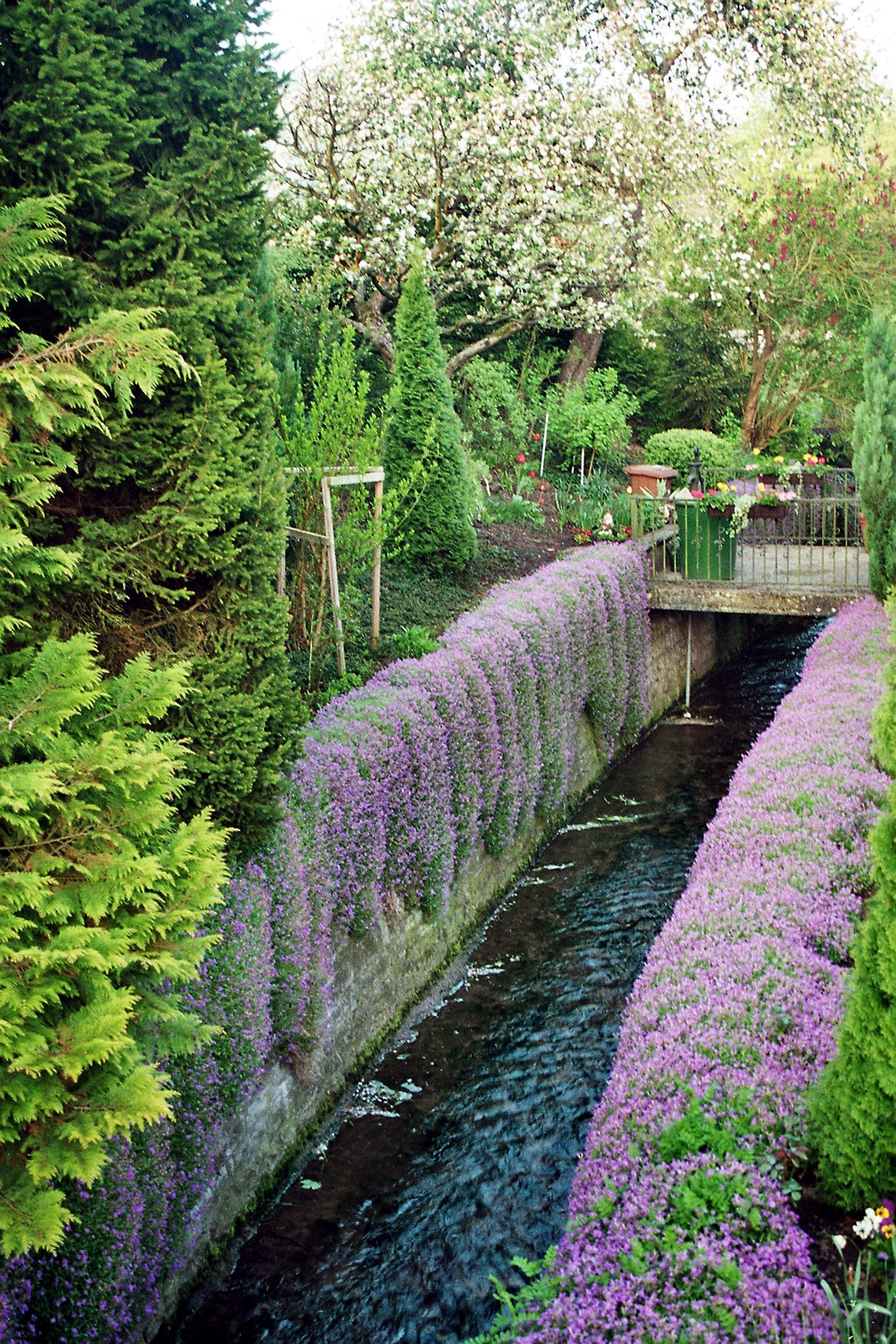

阿格巴赫河（德語：Agbach），是德國的河流，位於該國東南部，由巴伐利亞負責管轄，河道全長5.1公里，流域面積15.4平方公里，河口處在格雷丁附近。